# كازوما أوميناإي
كازوما أوميناإي (باليابانية: 梅内 和磨) (21 يونيو 1991 في طوكيو في اليابان – )؛ هو لاعب كرة قدم ياباني سابق كان يلعب كمهاجم.

## وصلات خارجية
- كازوما أوميناإي على موقع رابطة كرة القدم اليابانية للمحترفين (اليابانية)
- كازوما أوميناإي على موقع قاعدة بيانات كرة القدم.إي يو (الإنجليزية)
- كازوما أوميناإي على موقع Soccerway.com (الإنجليزية)